# Петрашевич (герб)
Петрашевич (пол. Pietrasiewicz) – шляхетський герб, різновид герба Леліва.

## Опис герба
У блакитному полі під золотим хрестом, золотий півмісяць, що охоплює таку ж зірку. У клейноді три пера страуса.

## Історія
Згідно Юліуша Кароля Островського різновид належав Петрашевичам, записаним до шляхти Царства Польського. Такий же різновид був у Островських.
Збігнєв Лещиць згадує Петрашевичів герба Леліва в Литві 1536 року (але не дає опису різновиду герба).

## Роди
Островські (Ostrowski), Петрасевичі (Pietrasiewicz), Петрашевичі (Pietraszewicz).